# Basilica di Nostra Signora della Speranza
La basilica di Nostra Signora della Speranza (Basilique de Notre-Dame-d'Espérance) di Charleville-Mézières, nel dipartimento delle Ardenne, è una chiesa cattolica eretta al rango di basilica minore nel 1946.
Si tratta di una chiesa di stile gotico costruita a partire dal 1499.
Tra gli anni 1954 e 1979 sono state realizzate moderne vetrate su modello in cartone del pittore René Dürrbach.
La denominazione di « Notre-Dame de l'Espérance » è stata data alla chiesa quando essa accolse la statua della Vergine Nera già venerata in una cappella situata nelle vicinanze.
La chiesa è stata classificata dal 18 ottobre 1910 Monumento storico di Francia.

## Storia della basilica
La più antica menzione della chiesa risale al 1156, con la costruzione di una cappella militare. Poi, nel 1267, fu edificata la prima chiesa parrocchiale in sostituzione della cappella.
Il cardinale Guillaume Briçonnet donò il 27 maggio 1498 al curato di Mézières, Jean Civelli, delle indulgenze per coloro che avessero contribuito alla ricostruzione della chiesa, divenuta troppo piccola.
La costruzione della chiesa attuale ebbe inizio con la posa della prima pietra il 25 aprile 1499. L'antica chiesa fu distrutta via via che avanzavano i lavori.
I conti della fabbrica permettono di ottenere le differenti date della costruzione della chiesa:
- 1500 - Costruzione della cappella radiale di sinistra.
- 1503 - Costruzione della cappella assiale e della cappella radiale di destra.
- 1520 - Costruzione del coro, del braccio destro del transetto e del suo portale.
- 1524 - Costruzione del braccio sinistro del transetto.
- 1534 - Costruzione della crociera del transetto.
- 1564 à 1565 - Copertura delle ultime campate della navata.
- 1597 à 1610 - Costruzione della torre della facciata occidentale.
- 1612 et 1615 - Costruzione delle volte delle due prime campate della navata.
- 1682 - Costruzione delle volte delle due prime campate della navata.

I capomastri citati sono:
- 1501: Jean, senza altre citazioni,
- 1502 al 1506: Henri Broyl
- 1508: Jean Badou e Jean Évrard
- 1514 - 1515: Henri Broyl
- 1516 al 1520: Jean d'Attigny
- 1521: Jean Loizeau
- 1524 al 1547: Jean d'Attigny
- 1559 al 1567: Jean Loizeau
- 1584 - 1585: Nicolas Leprince
- 1608: La muratura fu terminata da Gobert Paris e Pierre Hermès.

## Avvenimenti principali
Nel 1233, Hugues, conte di Rethel, concesse una carta di comune agli abitanti di Mézières.
A seguito del massacro di Liegi del 1468, la popolazione aumentò a causa di un notevole afflusso di rifugiati, che rese necessaria una ricostruzione della vecchia chiesa.
Il 27 novembre 1570, la chiesa è stata cattedrale per un giorno. In effetti, l'arcivescovo di Treviri Jacques d'Eltz vi celebrò il matrimonio del re di Francia Carlo IX con Elisabetta d'Austria. Affinché il matrimonio regale avesse luogo, l'edificio doveva essere consacrato cattedrale
, cosa che fu fatta per il tempo di quella giornata. 

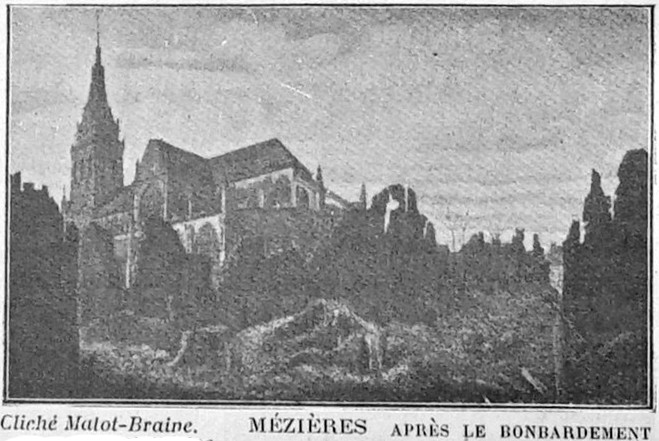
I danni della guerra del 1870.

Il campanile e la sua freccia di piombo furono distrutti dal fulmine nel 1682.
L'assedio di Mézières nel 1815 provocò distruzioni a seguito dei bombardamenti. È in quell'epoca che la chiesa fu posta sotto il nome di Notre-Dame-d'Espérance.
La freccia fu ricostruita nel 1858 da Auguste Reimbeau.
Nel corso dell'assedio del 1870, le 27 ore di bombardamenti provocarono la distruzione di tre quarti del tetto. La chiesa fu integralmente restaurata, riportandola identicamente come prima. Tuttavia non ne rimase più di un'antica vetrata.
Parimenti, negli anni 1914, 1940 e 1944, i bombardamenti hanno provocato distruzioni. Il bombardamento che ebbe luogo la vigilia della firma dell'armistizio, il 10 novembre 1918, distrusse le vetrate. I Tedeschi asportarono le campane e ruppero gli organi. Nel maggio del 1944, i bombardamenti dell'US Air Force provocarono vittime davanti alla chiesa e distrussero delle case nei dintorni.
La chiesa fu elevata al rango di basilica nel 1946. Essa fu interamente ricostruita dal 1950.

## Descrizione

### Esterno
Lo stile "fiammeggiante" appare talvolta nettamente come è testimoniato dal portico monumentale del portale sud, utilizzato come ingresso principale durante una parte del XVI secolo. Nella parte superiore, la alta facciata del transetto è decorata nella sua totalità. Una serie di arcate inquadra il vano, il pignone è ricoperto di fini intrecci scolpiti. Queste decorazioni si ritrovano nei pinnacoli, nelle gargolle e nei piccoli baldacchini disposti sui contrafforti per ospitare le statue.
Per la costruzione del portale ovest e della torre che lo sormonta, l'architetto dell'inizio del XVII secolo ha privilegiato lo stile classico: in effetti, gli archi sono sciancrati e le paraste ritmano gli spazi.

### Interno
Due capitelli dell'antica chiesa romanica sussistono nelle colonnette all'ingresso del coro e malgrado la durata del cantiere, lo stile fiammeggiante dell'edificio rimane equilibrato.
Le modanature affusolate degli archi e delle nervature nascono direttamente dai supporti. Il vascello principale, stretto, accentua l'altezza delle volte, dalle quali si ramificano a stella delle ogive punteggiate da chiavi pendenti scolpite, una delle quali scende di oltre due metri. Questa decorazione si oppone alla nudità del resto della chiesa.
Grandi aperture nelle reti complesse e variate rischiarano l'edificio.

## Arredamento
La basilica contiene ancora un importante arredamento, due acquasantiere in marmo nero, delle dediche, un nutrito complesso di statue e un soffitto decorato con impressionanti chiavi di volta.

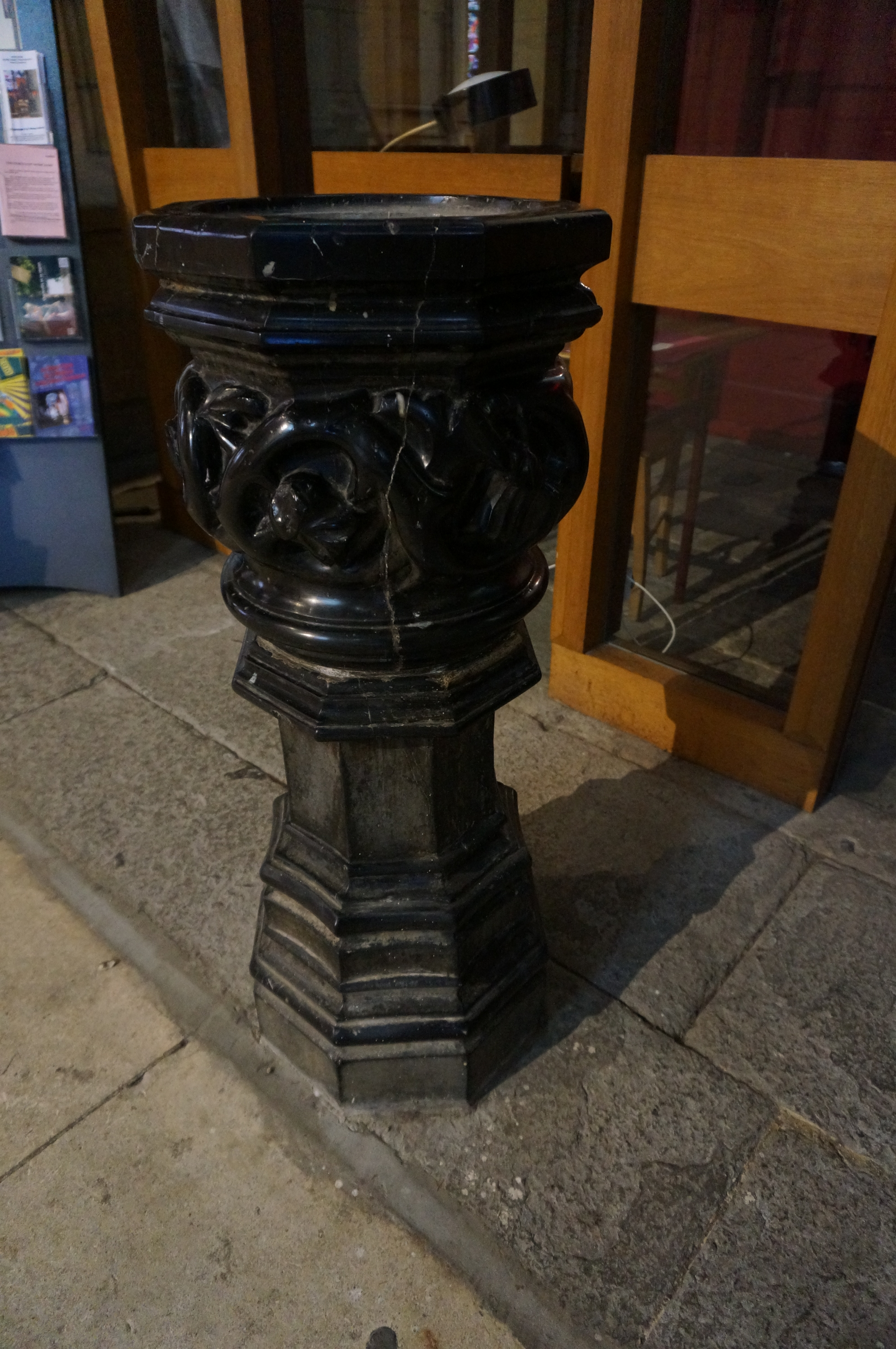
Acquasantiera.
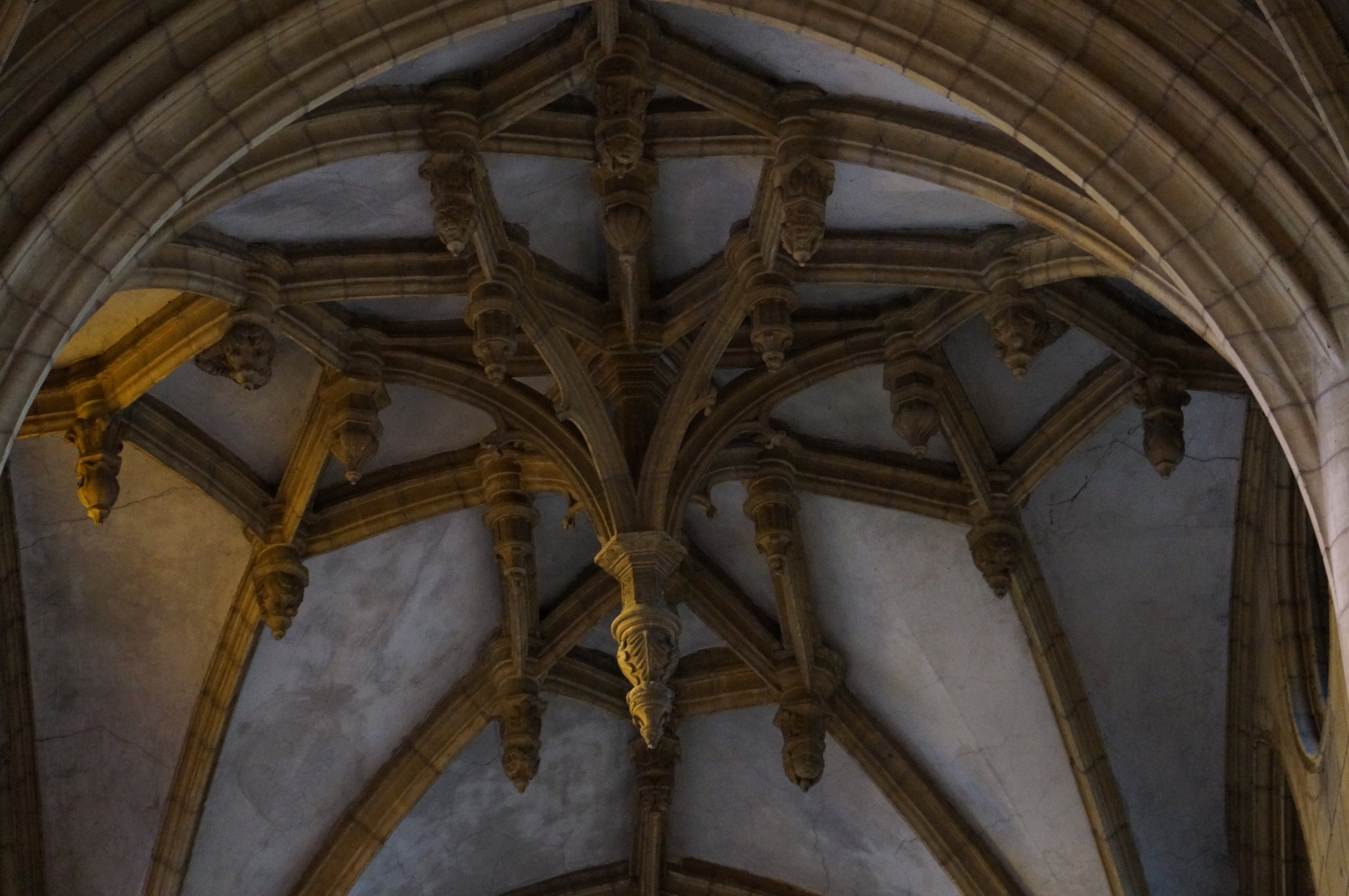
Soffitto decorato.
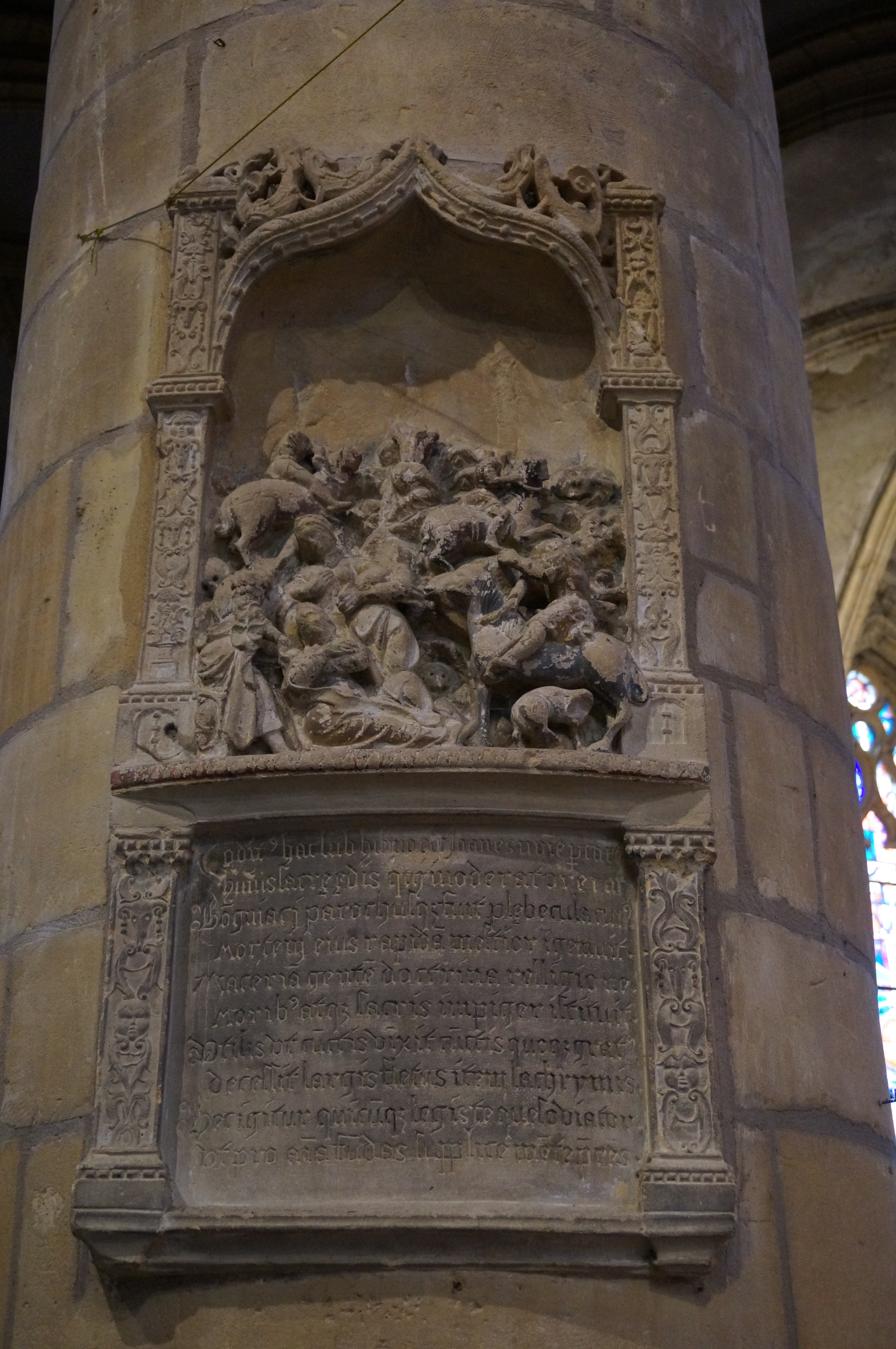
Ex-voto.

## Vetrate
Le guerre successive non hanno lasciato le vetrate antiche ammirate da Victor Hugo nel 1838.
Il pittore e scultore René Dürrbach, che aveva terminato le vetrate della chiesa di Épenoy (Doubs), ricevette la commessa delle nuove vetrate della basilica.
Tra il 1954 e e il 1979 sono state realizzate 62 vetrate e 6 oculi, per una superficie di 1000 m2.
La realizzazione è stata subito affidata al mastro vetraio André Seurre di Besançon su cartoni del pittore e scultore René Dürrbach, tra il 1961 e il 1973. Il primo e secondo registro sono stati montati dall'impresa Jean Lanfranchi, di Prix-lès-Mézières. Le vetrate del secondo registro sono state realizzate da Jacqueline Nicol, successo ad André Seurre.
L'insieme delle vetrate è stato inaugurato il 6 maggio 1979.
Il primo registro dà delle rappresentazioni astratte dei grandi temi dei cicli della Vergine Maria e di suo Figlio.
Il registro alto nella navata è un'illustrazione dei principali nomi dati alla Vergine nella tradizione cristiana. Nel coro René Dürrbach ne ha dipinto la sua incoronazione.
René Dürrbach considerava questo insieme di vetrate la sua opera maggiore poiché, diceva, «essa non era speculativa». Le vetrate non illustrano scene bibliche come quelle del Medioevo. René Dürrbach si è ispirato a un poema di Henri Giriat, Ave Eva, invocante Notre-Dame d'Espérance e la Vergine Nera. L'astrattezza delle rappresentazioni non ne permette una lettura immediata. La variazione della luce attraverso le vetrate secondo le ore del giorno è un invito a entrare nell'armonia del mondo sensibile.